# 教行寺 (高槻市)
教行寺（きょうぎょうじ）は、大阪府高槻市富田町にある真宗大谷派の寺院である。山号は安静山。本尊は阿弥陀如来。

## 歴史
寺伝によると文明8年（1476年）頃、室町幕府の管領細川勝元から与えられた土地に、本願寺第8世法主蓮如が創建したと伝わっており、「富田道場」と呼ばれ、明応7年（1498年）には蓮如の8男蓮芸が入り一向宗の北摂の布教拠点として隆盛を極めた。この道場を中心に門徒たちによって寺内町（富田寺内町）が形成され発展していたが、天文元年（1532年）の一向宗弾圧により、富田道場や寺内町を形成していた門徒の家々は残らず焼き払われたと伝えられている（享禄・天文の乱）。
その後、天文5年（1536年）に富田道場は再建を許され、蓮如がこの寺で親鸞が著した浄土真宗の立教開宗および教義に関する根本聖典の『顕浄土真実教行証文類』（『教行信証』）を書き写したことから、後になり教行寺と称するようになったということである。
天正8年（1580年）に石山本願寺が織田信長に敗れ石山合戦を終わらせた際、教行寺は富田から一時奈良に避難しており、その寺が佐味田教行寺（北葛城郡河合町）になり、そこから田原本教行寺（田原本町）と、転地を繰り返して箸尾教行寺（箸尾御坊）になったとされている。名塩教行寺（名塩御坊）は富田教行寺から寺名を貰い、富田教行寺の住持をしていた蓮芸が初代住持となり兼任していたが、蓮芸の死後は次男賢勝が跡を継ぎ独立した。

## 周辺情報
- 晩年になった蓮如は自らが創建した教行寺によく訪れていたといわれ、「蓮如上人腰掛石」と呼ばれ、この石に座って布教をしたとされるテーブル状の岩が旧永照寺境内（現在はマンションとなった土地）に残されている。

- 地元、富田の漢詩人である坂田十松が富田の風景10箇所を詠んだ｢富田十勝詩｣のうち、この寺にある築山紅梅の詩が石碑となり建っている。

- 三輪神社
- 本照寺（富田御坊）
- 普門寺
- 圓覺寺（円覚寺）
- 清蓮寺
- 円通寺（圓通寺）
- 因光寺
- 慶瑞寺

## 所在地・交通アクセス
- 〒569-0814　大阪府高槻市富田町6-10-1
- 阪急富田駅より徒歩10分。
- JR摂津富田駅より高槻市営バス「富田団地」行き、「富田校前」バス停より徒歩10分。